# BI 253
BI 253은 대마젤란 은하 안에 있는 O형 주계열성으로 지금까지 발견된 주계열성 중 가장 뜨거운 분광형(O2 V)으로 분류된다. 구체적인 분광형은 O2V((f*))이며 O2형 분광형의 기준별로 논문에 소개되었다. 이 별은 폭주성으로 분류되며 분광 사진기로 측정한 결과 우주 공간에서의 이동 속도는 초당 100 킬로미터였다.